# Qarqaraly-Nationalpark
Der Qarqaraly-Nationalpark (kasachisch Қарқаралы мемлекеттік ұлттық табиғи паркі, russisch Каркаралинский государственный национальный природный парк) ist ein Nationalpark in Kasachstan. Er liegt im Zentrum von Kasachstan im Gebiet Qaraghandy und erstreckt sich über 112.120 Hektar Land.

## Geografie
Der Qarqaraly-Nationalpark befindet sich im Nordosten des Gebietes Qaraghandy im Zentrum Kasachstans. Er umfasst insgesamt 112.120 Hektar Land, von denen knapp 44.000 Hektar bewaldet sind. Der Nationalpark besteht aus fünf relativ voneinander isolierten Berggruppen, eine ist das namensgebende Karkaraly-Massiv.
Das Hauptquartier des Parks befindet sich in der Stadt Qarqaraly.

## Schreibweisen
Seit der Unabhängigkeit Kasachstans werden offizielle Namen kasachisch geschrieben, deshalb kommt es zu abweichenden Schreibweisen für den Park und beispielsweise das Karkaraly-Bergmassiv.

## Flora und Fauna
Auf dem Gebiet des Nationalparks präsentieren sich im Vergleich zum Umland eine Vielzahl unterschiedlichen Pflanzenarten. Unter den fast 200 Arten befinden sich Blütenpflanzen, Moose und auch Flechten. Die häufigsten Baumarten sind die Kiefern, die Birken, die Espen, die Weiden und der Wacholder. Die Mehrheit des Baumbestandes besteht aus Kiefern. Im Qarqaraly-Nationalpark finden sich auch fünf Pflanzenarten, die auf der roten Liste der gefährdeten Arten Kasachstans stehen.
Der Nationalpark beherbergt rund 200 Wirbeltierarten, darunter rund 40 Säugetierarten, 150 Vogelarten, sechs Reptilienarten, zwei Amphibienarten und 15 Fischarten. Die größten Tiere des Parks sind Huftiere. Nennenswert sind hier das sibirische Reh, das Wildschwein, der Elch und das Argali. Auch viele Nagetiere, wie etwa der Dsungarische Zwerghamster, der Eversmann-Zwerghamster oder Wühlmäuse sind hier anzutreffen. Unter den Vogelarten, die im Park leben, sind der Steinadler, der Kaiseradler, der Steppenadler, der Zwergadler, der Sakerfalke, der Uhu, der Krauskopfpelikan, der Schwarzstorch, der Singschwan, die Schwanengans und das Steppenhuhn in Kasachstan gefährdet.